# 공군전투사령부
공군전투사령부(영어: Air Combat Command (ACC)는 미국 공군의 주요 사령부로, 냉전의 종결과 함께 미국 공군의 대규모 재편성을 맞이하여, 1992년에 전술공군사령부와 전략공군사령부에서 모든 항공전 부대와 관련 기관을 모아서 설립된 전투사령부이다.

## 임무

### 비행훈련
1993년 7월 1일, F-16과 F-15 훈련부대인 제58, 325전투비행단이 공군교육훈련사령부로 전속하였다. 애리조나주의 루크 공군기지와 플로리다주의 틴달 공군기지의 호스트 부대인 만큼 소유권이 ACC에서 AETC로 넘겨졌다. 그럼데 2012년 10월 1일, 틴달 공군기지와 325전투비행단의 통제권이 ACC로 돌아왔다.

## 역사
공군전투사령부는 전술공군사령부의 직계 후속 조직으로 전술공군사령부(TAC), 전략공군사령부(SAC), 군사항공운송사령부(MAC)가 활동 종료한 1992년 6월 1일에 설립되었다. 냉전이 끝나기 시작한 1988년을 기점으로 오펏 공군기지의 전략공군사령부는 기능적 통합전투사령부으로의 재조직화 계획에 따라 전략급 지휘통제(C2)를 실행하고 미국 해군과 미국 공군의 핵 전력을 통제하는 미국 전략사령부로 바뀌었다. 공군전투사령부는 모든 전투기, 폭격기, 정찰 자산, 전투 관리 자산, ICBM 전력의 통제권을 이양받았다.
ICBM 전력의 통제권은 1993년 7월 1일,  ICBM 자산을 운용하는 제20공군과 함께 공군우주사령부로 전속하였다.

### 21세기
2018년 7월 17일, 제24공군이 공군전투사령부로 전속하였다.
2009년 12월 1일자, 전략급 폭격기를 운용하는 제8공군 (전략 공군)이 공군지구권타격사령부로 전속하였다.
2019년 10월 11일, 제24공군 (사이버 공군)과 제25공군을 합쳐 제16공군을 재소집하였다.
2020년 8월 20일, 제9공군과 제12공군의 부대가 사우스캐롤라이나주 쇼 공군기지에서 재소집된 제15공군으로 전속하였다.

## 산하 조직

공군전투사령부(ACC) 직속부대의 문장
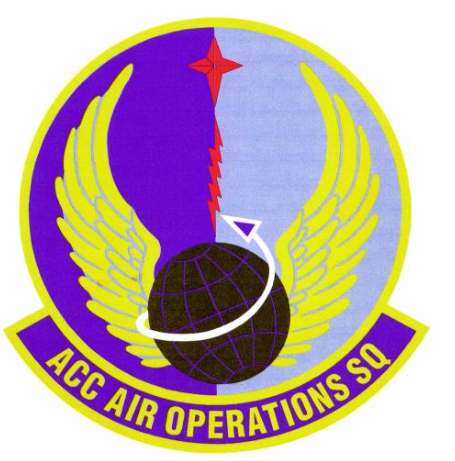
ACC 항공작전대대
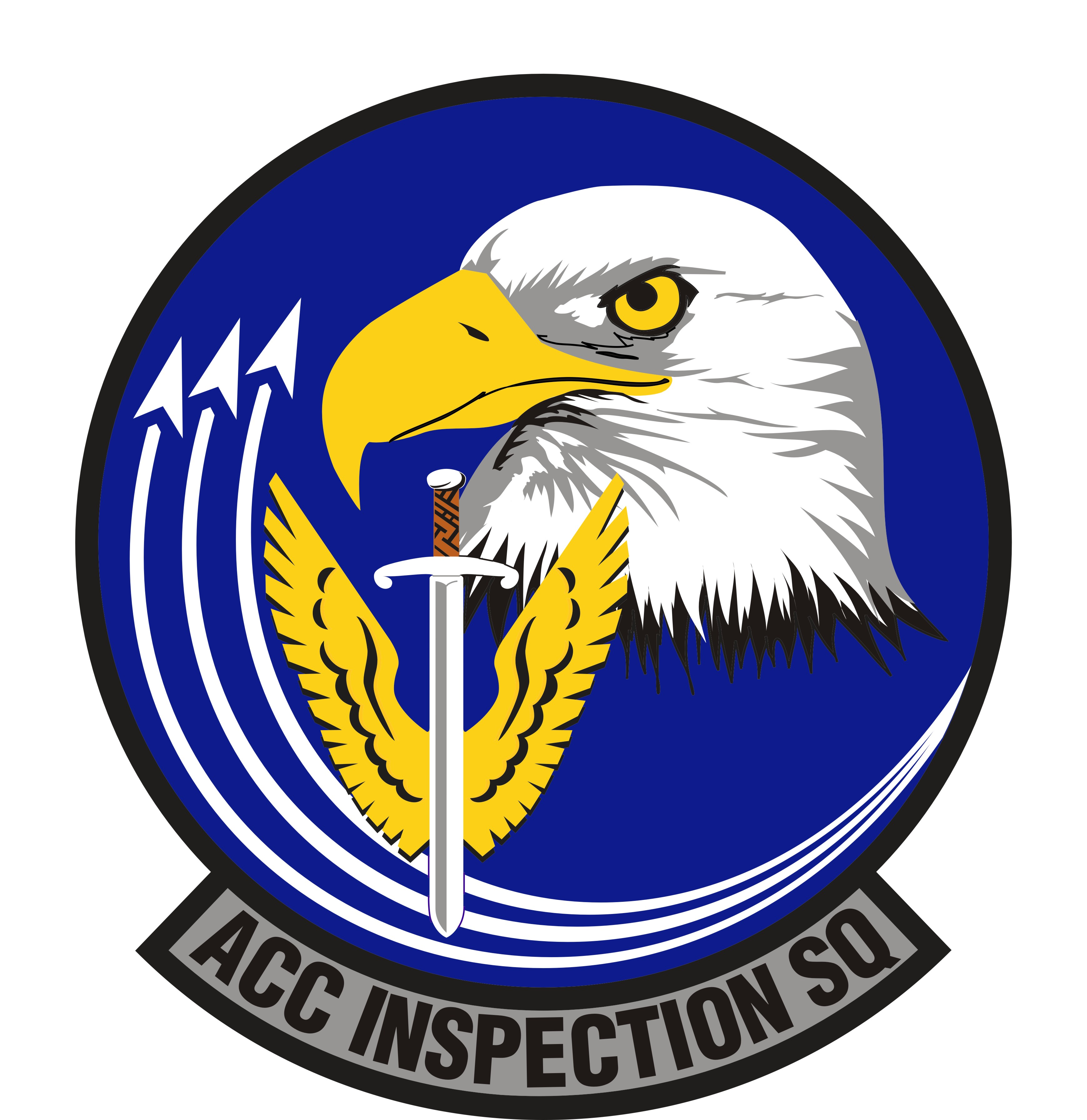
ACC 감사대대
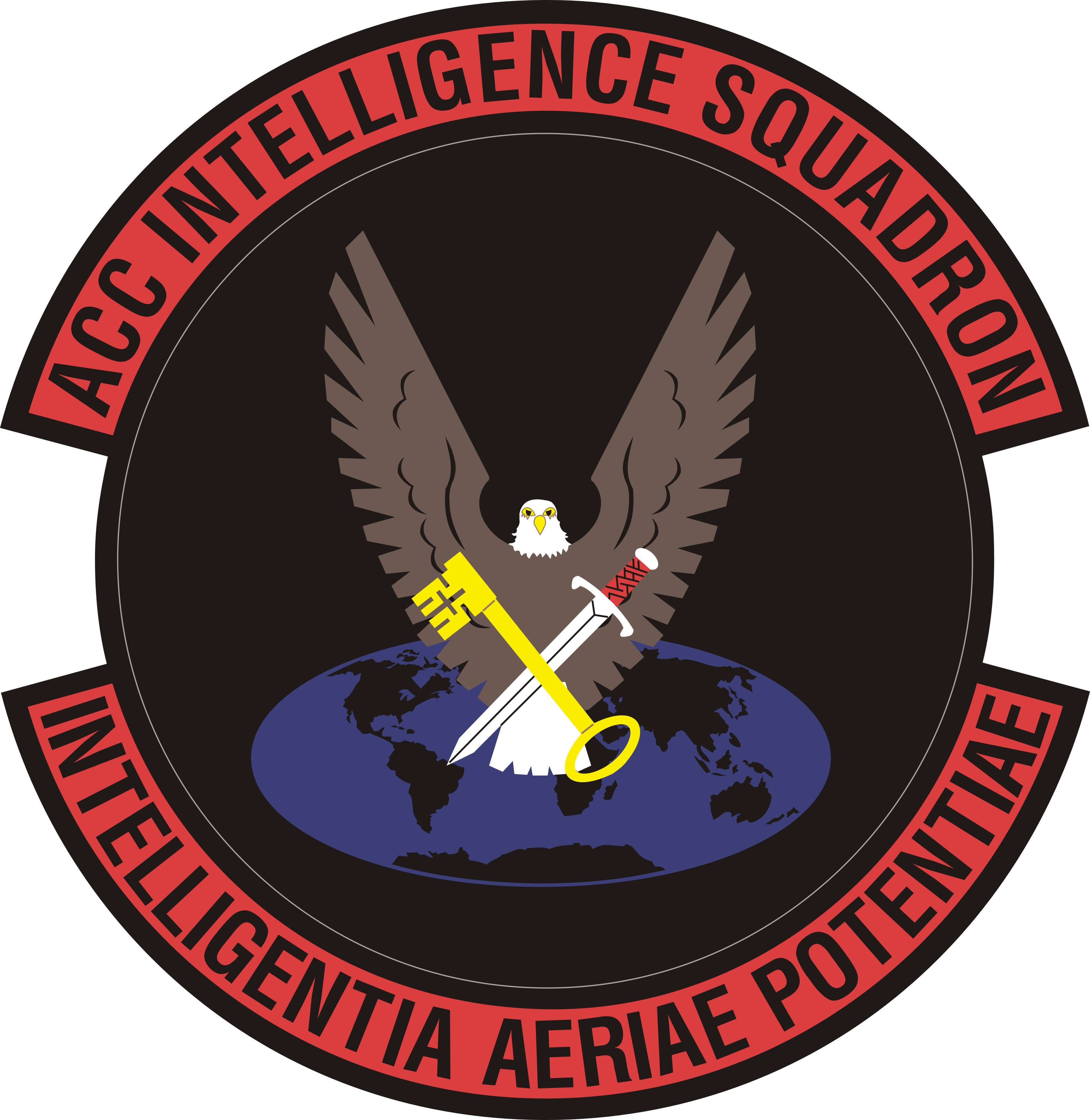
ACC 첩보대대
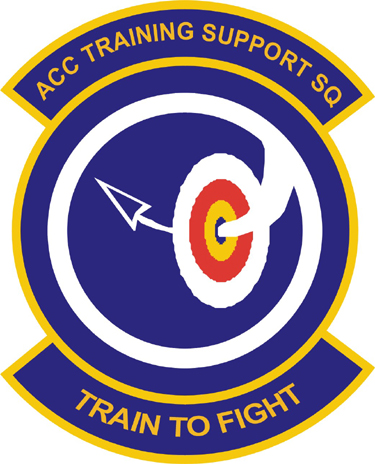
ACC 훈련지원대대
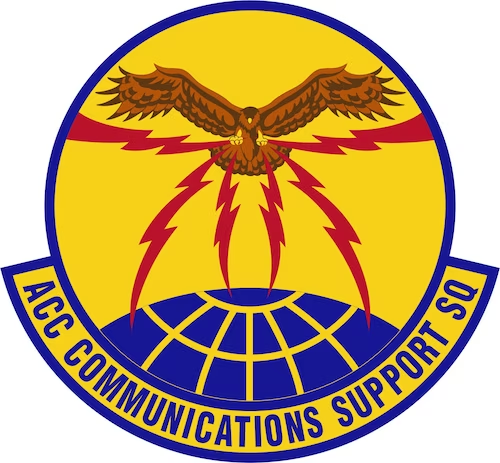
ACC 통신지원대대

### 공군
- 제1공군 (이후, 제1공군 [공군 국가방위대]
제1공군(북부 공군); 1985년 12월 6일
- 제2공군: 1992년 6월 1일 ~ 1993년 7월 1일
- 제3공군; 1946년 3월 21일 ~ 11월 1일
- 제8공군(이후, 제8공군 (전략 공군)); 1992년 6월 1일 ~ 2010년 2월 1일, 공군지구권타격사령부로 전속.
- 제9공군(이후, 제9공군 (중부 공군), 미국 공군 중부사령부): 1946년 3월 28일 ~ 1948년 12월 1일; 1950년 12월 1일 ~ 현재
제9공군 (2009년~2020년) (초대 제9공군과 관련 없는 조직); 2009년 8월 5일 ~ 2020년 8월 20일
- 제12공군(이후 제12공군 (남부 공군)): 1946년 5월 17일 ~ 1948년 12월 1일; 1958년 1월 1일 ~ 현재
- 제15공군; 20년 8월 20일 ~ 현재
- 제16공군(사이버 공군); 2019년 10월 11일 ~ 현재
- 제18공군; 1951년 3월 28일 ~ 1958년 1월 1일, 해산함.
- 제19공군; 1955년 7월 8일 ~ 1973년 7월 2일, 해산함.
- 제20공군; 1992년 6월 1일 ~ 1993년 7월 1일, 공군우주사령부로 ICBM 자산과 함께 넘겨짐.
- 제24공군(사이버 공군); 2018년 7월 17일 ~ 2019년 10월 11일, 제16공군으로 병합됨.
- 제25공군(첩보 공군); 2014년 10월 1일 ~ 2019년 10월 11일, 제16공군으로 병합됨.

### Centers
- Air & Space Expeditionary Force→항공우주원정전력센터; 2002년 10월 1일 ~ 2006년 8월 29일
- 항공우주 지휘 및 통제 & 정보, 감시 및 정찰센터(이후, 공군 지휘 및 통제 & 정보, 감시 및 정찰센터; 범지구사이버스페이스통합센터; 공군지휘통제통합센터): 1997년 8월 1일 ~ 2002년 4월 30일; 2010년 6월 15일 ~ 2013년 12월 16일
- 항공전투지휘조달관리통합센터: 1999년 9월 16일 ~
- 공군우발사태보급지원청 (이후, 공군우발사태보급대대; ACC 지역보급대대; 전투공군군수지원센터): 1992년 6월 12일 ~ 1994년 7월 1일; 1998년 12월 1일 ~ 2008년 4월 1일;
- 공군망네트워크통합센터(이후, 사이버스페이스능력센터): 2018년 6월 17일 ~ 현재
- USAF 특수항공전센터(이후, USAF 특수작전군); 1962년 4월 19일 ~ 1974년 7월 1일
- USAF 전술전투기무장센터 (이후, USAF 무장 및 전술센터; 항공전센터; USAF 전투센터): 1968년 3월 20일 ~ 현재
- USAF 전술항공정찰센터; 1963년 2월 1일 ~ 1971년 6월 30일

### Agencies
- 항공 및 우주지휘통제국; 1997년 8월 1일 ~ 2002년 4월 30일; 2010년 6월 15일.
항공우주지휘통센국
항공우주지휘통제 정보, 감시 및 정찰센터
공군지휘통제 & 정보, 감시 및 정찰센터
공군 지후 및 통제통합센터
- 항공정보센터(이후, 공군정보, 김시 및 정찰국; 제25공궁); 2001년 2월 1일 ~ 2007년 6월 8일; 2014년 9월 29일 ~ 2019년 10월 11일

### Groups
- 제480정찰기술전대(이후, 제480전술정보전대; 제480정보전대); 1969년 10월 15일 ~ 1974년 6월 15일; 1982년 8월 1일 ~ 1993년 6월 30일; 2008년 2월 25일 ~ 6월 2일;
- 제1912컴퓨터체계전대(이후, 공중전투사령부 컴퓨터체계대대; 공중전투사령부 통신(Communications)전대; 공중전투사령부 통신대대); 1992년 6월 1일
- 공중전투사령부(ACC) 군수지원전대; 1994년 7월 1일 ~ 1999년 9월 16일

### Squadrons
- 공군전투사령부 항공작전대대: 1994년 6월 1일 ~
- 제4444작전 (이후의, 공군전투사령부 훈련지원): 1992년 6월 1일 ~
- 공군전투사령부 통신지원대대: 1990년 11월 30일 ~
- 공중전투사령부 정보대대(이후, 공중전투사령부 전투표적 및 정보전대; 공군표적센터); 1996년 4월 22일 ~ 2015년 2월 17일
- 제4700방공 (지원) 대대 (이후, 제4700작전지원; 공군전투사령부 계약 프로그램; 공군전투사령부 프로그램 관리; 공군전투사령부 조달관리통합센터): 1981년 10월 1일 ~ 1985년 12월 5일; 1987년 10월 1일 ~ 1994년 6월 30일; 1999년 9월 16일 ~

### 군악대
- 제564육군항공대 군악대(이후, 제564공군군악대; 제564전술공군사령부 군악대; 전술공군사령부 군악대; 공군전투사령부 Heritage of America Band; 미국 공군 Heritage of America Band): 1946년 3월 21일 ~ 27일; 1946년 6월 29일 ~ 1949년 2월 16일; 1950년 8월 1일 ~ 1960년 3월 21일; 1970년 7월 1일

## 기록

### 계보
- 1946년 3월 21일, Tactical Air Command→전술공군사령부로 설립되어 주요 사령부로서 활동 개시함.
- 1948년 12월 1일, 주요 사령부 지위를 잃음, 대륙공군사령부로 작전사령부로서 전속함.
- 1950년 12월 1일, 주요 사령부로 복원됨.
- 1992년 6월 1일, 활동 정지.
- 1992년 6월 1일, Air Combat Command (ACC)→공군전투사령부로서 활동 개시함.
- 2016년 9월 26일, 전술공군사령부와 공군전투사령부가 통합됨.

### 소속
- 미국 육군 항공대; 1946년 3월 21일
- 미국 공군; 1947년 9월 26일
- 대륙공군사령부; 1948년 12월 1일
- 미국 공군, 본부 1950년 12월 1일

### 거점
- 플로리다주 탬파 공군기지; 1946년 3월 21일
- 버지니아주 랭글리 비행장 (이후, 랭글리 공군기지); 1946년 5월 27일

### 전역
- 국군 원정 그레나다 내전

### 표창
공군우수조직표창
1. 1984년 6월 1일 ~ 1986년 5월 31일
2. 1986년 6월 1일 ~ 1988년 5월 31일
3. 1988년 6월 1일 ~ 1990년 5월 31일
4. 1990년 6월 1일 ~ 1992년 5월 31일
5. 1992년 9월 1일 ~ 1994년 8월 31일
6. 1994년 6월 1일 ~ 1996년 5월 31일
7. 1996년 6월 1일 ~ 1998년 5월 31일
8. 1998년 6월 1일 ~ 2000년 5월 31일
9. 2000년 6월 1일 ~ 2002년 5월 31일
10. 2002년 6월 1일 ~ 2004년 5월 31일
11. 2004년 6월 1일 ~ 2006년 5월 31일
12. 2009년 1월 1일 ~ 2010년 12월 31일

## 인용
1. ↑  Biermann, R.J. (2018년 7월 17일). “24th Air Force joins Air Combat Command, welcomes new commander” (미국 영어). Air Forces Cyber Public Affairs. 2025년 4월 8일에 확인함.
2. ↑  Cohen, Rachel S. (2019년 9월 18일). “USAF’s New Info Warfare Group Coming Into Focus” (미국 영어). Air & Space Forces Magazine. 2025년 4월 8일에 확인함.

## 참고 자료
- Lahue, Melissa (2022년 3월 23일).  Ream, Margaret, 편집. “Air Combat Command (USAF)”. 《Air Force Historical Research Agency》 (미국 영어). 2025년 4월 7일에 확인함.